# Rckaela Aquino
Rckaela Maree Ramos Aquino (Tamuning, 4 luglio 1999) è una lottatrice guamana, specializzata nella lotta libera.

## Biografia
È stata campionessa oceanica a Yona 2018 e Yona 2019. Ha vinto l'oro ai Giochi della Micronesia di Yap 2018.
È riuscita a qualificarsi ai Giochi olimpici estivi di Tokyo 2020 il 3 aprile 2021, classificansodi seconda nei -53 chilogrammi nel Torneo di qualificazione olimpica per Africa e Australia disputato ad Hammamet, in Tunisia.

## Palmarès
| Anno                      | Manifestazione                            | Sede       | Evento | Risultato | Note |
| ------------------------- | ----------------------------------------- | ---------- | ------ | --------- | ---- |
| In rappresentanza di Guam |                                           |            |        |           |      |
| 2015                      | Campionati oceanici cadetti               | Majuro     | 60 kg  | Oro       |      |
| 2016                      | Campionati oceanici junior                | Hamilton   | 59 kg  | Argento   |      |
| 2016                      | Campionati oceanici cadetti               | Hamilton   | 60 kg  | Oro       |      |
| 2017                      | Campionati oceanici                       | Papate     | 58 kg  | Argento   |      |
| 2017                      | Giochi asiatici indoor e di arti marziali | Aşgabat    | 58 kg  | 5º        |      |
| 2018                      | Campionati oceanici                       | Yigo       | 57 kg  | Oro       |      |
| 2018                      | Campionati oceanici junior                | Yigo       | 57 kg  | Oro       |      |
| 2018                      | Giochi della Micronesia                   | Yap        | 57 kg  | Oro       |      |
| 2018                      | Mondiali                                  | Budapest   | 57 kg  | 25º       |      |
| 2019                      | Campionati oceanici                       | Yona       | 55 kg  | Oro       |      |
| 2019                      | Mondiali                                  | Nur-Sultan | 53 kg  | 19º       |      |
| 2019                      | Mondiali U23                              | Budapest   | 53 kg  | 15º       |      |

## Altre competizioni internazionali
2021
- Argento nei 53 kg nel Torneo di qualificazione olimpica ( Hammamet)